# Агар, Малик
Малик Агар (при рождении Нганьофа Агар Эйр Нганьофа; род. XX век, Холмы Ингессана, Голубой Нил, Республика Судан) — суданский политический деятель, 18-й первый вице-президент Судана и заместитель председателя Переходного суверенного совета Судана с 19 мая 2023 года.

## Происхождение псевдонима
Малик Агар является мусульманином. Его настоящее имя – Нганьофа. Он не знал, что он является мусульманином до того, когда ему было 8 лет, ведь тогда директор школы сказала ему, что он мусульманин и дала ему имя «Малик», после чего все его называли «Малик Агар Эйр».

## Политическая карьера

### Вторая гражданская война в Судане
Малик Агар присоединился к Суданской вооружённой оппозиции вскоре после начала войны в 1983 году.
В 1990-х годах Агар был командующим Народно-освободительного движения Судана вдоль границы Эфиопии и Судана к югу от реки Голубой Нил. Под командованием Агара НОДС смогло захватить деревню Кессан и город Курмук в 1997 году.
Малик Агар вместе с Джоном Гарангом разделял цель свержения суданского правительства, но при этом Агар выступал против отделения Южного Судана, что выяснилось после того, как он 2009 году заявил, что это может привести к дальнейшему расколу страны.

### После войны
После гражданской войны Агар был избран губернатором своей родной провинции Голубой Нил, однако 2 сентября 2011 года он был смещён по приказу Омара аль-Башира. Малик Агар бежал в южную часть провинции и предупредил, что конфликт в Южном Кордофане и Голубом Ниле может спровоцировать более разрушительную войну.
В феврале 2012 года Агар помог основать Революционный фронт Судана и был избран его президентом.